# Świadkowie Jehowy na Węgrzech
Świadkowie Jehowy na Węgrzech – społeczność wyznaniowa na Węgrzech, należąca do ogólnoświatowej wspólnoty Świadków Jehowy, licząca w 2023 roku 21 332 głosicieli, należących do 283 zborów. W 2023 roku na dorocznej uroczystości Wieczerzy Pańskiej zgromadziło się 38 999 osób. Działalność miejscowych głosicieli koordynuje Biuro Oddziału w Budapeszcie.

## Historia

### Początki
W 1898 roku pewien nauczyciel, który przyjął wierzenia Badaczy Pisma Świętego, powrócił z Kanady do rodzinnych Węgier, rozpoczynając w tym kraju działalność kaznodziejską. W 1903 roku w trakcie podróży po Europie Charles Taze Russell w Zurychu spotkał dwóch współwyznawców z Węgier. W roku 1905 niemiecka edycja „Strażnicy Syjońskiej” opublikowała kilka listów z Węgier, co wskazuje, że w tym czasie docierała tam literatura biblijna. W roku 1908 do miasta Hajdúböszörmény na wschodzie kraju wróciła ze Stanów Zjednoczonych współwyznawczyni Andrásné Benedek. Działalność ewangelizacyjną wśród Węgrów w Stanach Zjednoczonych prowadzono jeszcze przed I wojną światową. W roku 1909 wydawano po węgiersku traktaty z serii „Kazalnica Ludowa”, które rozprowadzono w Stanach Zjednoczonych, Kanadzie i Meksyku.
W 1911 roku Károly Szabó i József Kiss, zachęceni przez Charlesa T. Russella do wyjazdu w rodzinne strony, by prowadzić działalność ewangelizacyjną, powrócili ze Stanów Zjednoczonych do miejscowości Marosvásárhely (obecne Târgu Mureș w Rumunii) w Siedmiogrodzie. Szabó po dotarciu na miejsce odwiedzał swoich krewnych i przedstawiał im dobrą nowiną. Pierwszą osobą, która pozytywnie zareagowała na jego starania i przyjęła chrzest, była Zsuzsanna Enyedi. Po okresie współpracy z Szabó József Kiss osiadł w rodzinnym miasteczku Abara (obecne Oborín na Słowacji), gdzie dalej głosił dobrą nowinę.
W roku 1911 Charles T. Russell odbył po Europie podróż z wykładami, w trakcie której odwiedził około 10 krajów; w Budapeszcie w trakcie posługi skierowanej do Żydów miał wygłosić przemówienie pt. „Syjonizm w proroctwie”. Jednak J.L. Magnes, rabin z Nowego Jorku, który zaciekle sprzeciwiał się działalności C.T. Russella, wpłynął na budapeszteńskich Żydów, aby uniemożliwili zorganizowanie tego wykładu. W tym czasie na terenie Węgier istniały 42 małe grupy w różnych rejonach kraju. 11 i 12 maja zorganizowano niewielkie zgromadzenie, na które przybyło około 100 osób. Pojawili się pierwsi zainteresowani w Budapeszcie, a grupa studium Biblii spotykała się w mieszkaniu rodziny Horváth. W mieszkaniu tym przejściowo urządzono biuro.

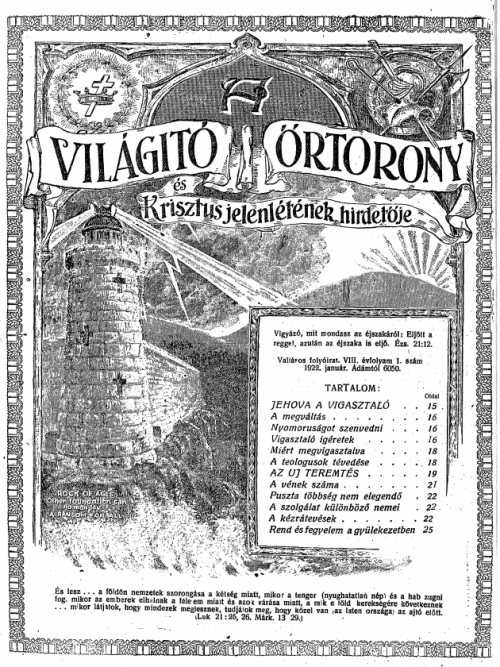
„Strażnica” w języku węgierskim (styczeń 1922)

Do 1914 grupy studium powstały w Budapeszcie, Hajdúböszörmény, Bagamér i Balmazújváros na wschodzie Węgier oraz Abarze (obecnie Oborín na Słowacji) i Nagyvisnyó na północy kraju, a także w Marosvásárhely i w Kolozsvárze (dzisiejszy Cluj-Napoka – Kluż-Napoka w Rumunii). W roku 1914 korzystając z usług prywatnej drukarni „Oglinda” (Zwierciadło) w Tîrgu Mureș zaczęto drukować czasopismo „Strażnica i Zwiastun Obecności Chrystusa” (Az Őrtorony és Krisztus jelenlétének hírnöke) w języku węgierskim. Było to 16-stronicowe wydanie miesięczne. W 1919 powrócili ze Stanów Zjednoczonych rodzeni bracia József i Bálint Soósowie, ochrzczeni rok wcześniej, którzy utworzyli kolejne zbory – w mieście Tiszaeszlár oraz w okolicznych wioskach.
W trakcie I wojny światowej za odmowę pełnienia służby wojskowej György Kiss został skazany na karę śmierci. Wyrok ten zamieniono mu na dożywotnie więzienie, a po wojnie uchylono. W 1916 roku aresztowano Károlyego Szabó oraz Józsefa Kissa i skazano na 5 lat więzienia za „szerzenie nauk odmiennych od oficjalnie przyjętych”. Jako „niebezpieczni przestępcy” przez 18 miesięcy byli przetrzymywani w więzieniu o zaostrzonym rygorze w miejscowości Aiud. Obaj z więzienia pisali zachęcające listy do współwyznawców z różnych zborów i grup. W wyniku rewolucji z 1919 roku zostali zwolnieni z więzienia, po czym zajęli się organizowaniem zborów i utrzymywaniem między nimi kontaktu.

### Biuro Oddziału w Klużu
W 1920 roku do Klużu w Rumunii skierowano Jacoba B. Simę (zm. 1946), by zreorganizował działalność ewangelizacyjną na Węgrzech i w Rumunii. Spotkał się on z Károlyem Szabó i Józsefem Kissem i wspólnie szukali lokalu pod biuro. Ze względu na trudności lokalowe prowizoryczne biuro urządzono w mieszkaniu współwyznawcy w Klużu (Cluj). Od kwietnia 1920 roku rumuńskie Biuro Oddziału przez pewien czas nadzorowało działalność kaznodziejską w Rumunii łącznie z Mołdawią, w Albanii, Bułgarii, Jugosławii i na Węgrzech.
Gdy w 1924 roku w Klużu wystawiono na sprzedaż drukarnię przy ulicy Reginy Marii 36, Biuro Oddziału za zgodą Biura Głównego zakupiło tę parcelę wraz z dwoma znajdującymi się na niej budynkami. W marcu 1924 roku rozpoczęto prace remontowe. By unowocześnić drukarnię, zakupiono trzy linotypy, dwie maszyny płaskie, jedną maszynę rotacyjną, jedną falcerkę oraz poligraficzną maszynę do złoceń co gwarantowało wysoki poziom usług drukarskich. Zakład ten zatrudniał 40 osób, pracujących na trzy zmiany, nad którymi nadzór sprawował jeden z ośmiu członków rodziny Betel. Literaturę drukowano w języku węgierskim i rumuńskim. W drukarni tej drukowano czasopisma „Strażnica i Zwiastun Obecności Chrystusa” i „Złoty Wiek” (obecnie „Przebudźcie się!”). W tym samym miesiącu w Klużu zarejestrowano „Towarzystwo Biblijne i Traktatowe – Strażnica”.
Jeszcze przed I wojną światową w Stanach Zjednoczonych prowadzono działalność ewangelizacyjną wśród Węgrów. W roku 1909 wydawano po węgiersku traktaty „Kazalnica Ludowa”, których 38 tysięcy rozprowadzono w Stanach Zjednoczonych, Kanadzie i Meksyku. W następnych latach w języku węgierskim wydano „Wykłady Pisma Świętego”, scenariusz do „Fotodramy stworzenia”, a później również czasopisma „Strażnica” i „Złoty Wiek” oraz książkę „Miliony obecnie żyjących nigdy nie umrą”. Towarzystwo Strażnica nadawało również programy radiowe w tym języku. W roku 1930 pięć rozgłośni radiowych nadało 27 audycji.

### Rozwój działalności
W 1922 roku na uroczystości Wieczerzy Pańskiej na Węgrzech zebrało się 160 osób. W tym samym roku wydrukowano 200 tysięcy egzemplarzy rezolucji „Wezwanie do przywódców świata”, a węgierscy głosiciele otrzymali oficjalną zgodę na rozpowszechnienie jej w ciągu jednego dnia. Pocztą dotarła ona do większości instytucji i wyższych urzędników. György Kiss podróżował po kraju w charakterze pielgrzyma, odwiedzając zbory i wygłaszając przemówienia biblijne. W trakcie tej działalności często bywał aresztowany i maltretowany, ale trudno było go skazać, gdyż znał prawo i umiejętnie bronił się przed bezpodstawnymi zarzutami. 20 lipca 1931 roku miał dotrzeć do zboru w Debreczynie, lecz w drodze został zamordowany przez przeciwników religijnych.
Wśród osób, które przyjęły wierzenia Badaczy Pisma Świętego i powróciły ze Stanów Zjednoczonych, by prowadzić działalność ewangelizacyjną w rodzinnych Węgrzech był János Varga. Najpierw udał się do Hajdúszoboszló na wschodzie kraju, a następnie usługiwał jako pielgrzym. Natomiast József Toldy pojechał do Nagyvisnyó na północy Węgier i tam prowadził działalność kaznodziejską. W zachodniej części Węgier János Dóber, który został ochrzczony w roku 1910, założył grupę współwyznawców w Zalaudvarnok, gorliwie działającą w okolicznych miasteczkach i wioskach. Działalność prowadziło 67 członków wyznania w 10 miastach.

### Okres sprzeciwu
Jednocześnie w miarę rozwoju działalności ewangelizacyjnej wzmagał się też sprzeciw. W 1924 roku na skutek brutalnego traktowania przez policję Károly Szabó powrócił do Stanów Zjednoczonych, by nadzorować głoszenie dobrej nowiny wśród tamtejszych Węgrów. W 1925 roku władze cofnęły zezwolenie na rozpowszechnianie publikacji Towarzystwa Strażnica. Aby móc w Klużu wydawać „Strażnicę”, co jakiś czas zmieniono tytuł węgierskiego wydania „Strażnicy”. Najpierw ukazywała się pod nazwą „Keresztyén zarándok” (Pielgrzym chrześcijański), a potem  „Evangélium” (Ewangelia). A w końcu „Strażnica” była wydawana w niemieckim Biurze Oddziału w Magdeburgu pod tytułem „Mindazok folyóiratja akik Krisztus vérében hisznek” (Pismo Wierzących w Krew Chrystusa).
W 1928 roku Jacob B. Sima odsunął się od zborów, na skutek czego Towarzystwo Strażnica utraciło Biuro Oddziału w Klużu wraz ze znajdującą się w nim drukarnią. Nadzór nad działalnością na Węgrzech objęło niemieckie Biuro Oddziału w Magdeburgu. Skierowało ono do Budapesztu Lajosa Szabó, który nadzorował działalność ewangelizacyjną oraz tłumaczenie „Strażnicy”, której druk przeniesiono do Magdeburga.
W 1932 wydano broszury „Królestwo – nadzieja świata” oraz „Wyjaśnienie”, które tłumaczyły, dlaczego Badacze Pisma Świętego przyjęli biblijną nazwę „Świadkowie Jehowy”. Broszurę „Królestwo – nadzieja świata” wykorzystano do akcji informacyjnej w stolicy Węgier, w trakcie której, w przeciągu pięciu dni, 90 współwyznawców z Niemiec rozprowadziło około 125 tysięcy broszur oraz 200 tysięcy traktatów. Po dojściu do władzy Hitlera w Niemczech i rozpoczętych tam prześladowaniach Świadków Jehowy, niektórzy z nich przenieśli się właśnie na Węgry. Był wśród nich Martin Pötzinger, późniejszy członek Ciała Kierowniczego.
Wraz z Lajosem Szabó współdziałali Gerhard Zennig prześladowany przez węgierską policję oraz przysłany przez niemieckie Biuro Oddziału Heinrich Dewenger. Wkrótce jednak na Węgrzech zaczął się umacniać faszyzm, skutkiem czego niemieccy współwyznawcy musieli opuścić kraj. Dla Świadków Jehowy rozpoczął się czas prześladowań. Zdarzały się wypadki pobicia przez policję i skazywanie na długoletnie więzienie. Zebrania religijne zaczęto organizować potajemnie, w małych grupach.

### Zakaz działalności i II wojna światowa
Gdy wprowadzono zakaz głoszenia, Świadkowie Jehowy w działalności kaznodziejskiej posługiwali się gramofonami, z których odtwarzali wykłady Josepha F. Rutherforda w języku węgierskim. W roku 1937 w całym kraju zaczęły się konfiskaty literatury biblijnej, zdarzały się również przypadki pobić. Duchowni rozpoczęli w prasie oszczerczą kampanię przeciw Świadkom Jehowy. W miejscowości Kisvárda grupę głosicieli zabrano do ratusza. Następnie po kolei wprowadzano ich do osobnego pomieszczenia, gdzie byli brutalnie bici i torturowani. 2 grudnia 1939 roku faszystowski rząd zamknął miejscowe biuro, a 13 grudnia działalność Świadków Jehowy na Węgrzech zdelegalizowano.
W 1938 roku nadzór nad działalnością na Węgrzech oraz tłumaczenie literatury biblijnej powierzono Andrásowi Barthcie (zm. 1979), który przez pięć lat do jego zamknięcia pracował w niemieckim Biurze Oddziału w Magdeburgu, a następnie usługiwał w Czechosłowacji. W roku 1940 zastąpił go János Konrád, usługujący wcześniej jako sługa strefy (nadzorca obwodu), a András Bartha zajmował się tłumaczeniem literatury. W tym okresie władze na Węgrzech utworzyły dwa obozy dla internowanych, do których trafiały osoby mające stanowić zagrożenie dla bezpieczeństwa – przestępcy kryminalni, komuniści i Świadkowie Jehowy. Natomiast w Budapeszcie główny komendant policji utworzył brygadę śledczą, mającą zdemaskować „przywódców” Świadków Jehowy oraz prześledzić zasady działania i zagraniczne kontakty tej nielegalnej organizacji. W 1940 roku do więzienia w Budapeszcie przy ulicy Margit Boulevard 85 przeniesiono Świadków Jehowy z zajętej przez Węgry południowej Słowacji i z południowego Zakarpacia, których więziono na zamku pod Mukaczewem z powodu odmowy pełnienia służby wojskowej.
Po zajęciu w 1940 roku Siedmiogrodu utworzono w Klużu kolejny obóz, w którym panowały bardzo ciężkie warunki. Wywieziono tam setki Świadków Jehowy w różnym wieku bez względu na płeć. Świadkowie Jehowy mogli opuścić obóz po złożeniu oświadczenia o wyrzeczeniu się wiary. W pobliżu miejscowości Nagykanizsa urządzono obóz, w którym przetrzymywano małżeństwa. Ich dziećmi zajmowali się współwyznawcy przebywający jeszcze na wolności. Sytuacja Świadków Jehowy dodatkowo pogorszyła się gdy 27 czerwca 1941 roku Węgry przystąpiły do wojny ze Związkiem Radzieckim co dla mężczyzn wiązało się z odmową pełnienia służby wojskowej.
W listopadzie 1941 roku, spodziewając się aresztowania, János Konrád zorganizował spotkanie wszystkich sług strefy, na którym na swojego następcę tymczasowo wyznaczył Józsefa Klinyecza. Konrád został aresztowany 15 grudnia i był poddawany torturom aby wydał nazwiska sług strefy i pionierów. Ponieważ nikogo nie wydał został skazany na dwa miesiące więzienia. Po zakończeniu kary od razu został przewieziony do obozu koncentracyjnego w Kistarcsie. W 1942 roku środkowoeuropejskie biuro w Szwajcarii jako sługę kraju wyznaczyło Dénesa Faluvégiego, który po I wojnie światowej organizował działalność w Rumunii. Doszło do sytuacji gdy zbory odwiedzali dwaj słudzy strefy, jeden wysyłany przez Klinyecza, a drugi przez Faluvégiego. Wśród przywiezionych do obozu Auschwitz znaleźli się Świadkowie Jehowy pochodzenia żydowskiego (m.in. Eva Basz, Olga Slezinger).

### Obozy i więzienia
W sierpniu 1942 roku władze postanowiły zlikwidować działalność Świadków Jehowy na Węgrzech. W tym celu zorganizowano dziesięć miejsc, do których sprowadzano wszystkich Świadków Jehowy, a także osoby zainteresowane. Osoby zgromadzone w tych obozach były wyjątkowo brutalnie torturowane. W stajni na torze wyścigów konnych w miejscowości Alag przetrzymywano głosicieli z Budapesztu. „Przesłuchania” trwały do końca listopada, po czym urządzono proces 64 oskarżonych. Andrása Barthę, Dénesa Faluvégiego i Jánosa Konráda skazano na śmierć przez powieszenie, Andrása Pillinga skazano na dożywotnie więzienie a innych na kary od dwóch do piętnastu lat więzienia. Miesiąc później kary śmierci zamieniono na dożywotnie więzienie. Wszystkich skazanych mężczyzn przewieziono do więzienia w Vácu na północy Węgier.
Skazane kobiety z mniejszymi wyrokami osadzono w więzieniu kontrwywiadu w Budapeszcie na ulicy Conti. Natomiast te, które miały wyroki co najmniej trzech lat więzienia, przeniesiono do więzienia kobiecego, mieszczącego się w klasztorze w wiosce Márianosztra, gdzie nadzór sprawowały zakonnice. W więzieniu tym panowały ustalone przez nie zasady. Za odmowę udziału w nabożeństwach wtrącano do lochu na 24 godziny. Więźniarki będące Świadkami Jehowy nie otrzymywały paczek ani korespondencji, nie mogły też przyjmować odwiedzających. Po jakimś czasie nacisk jednak zelżał. Następnie zostały przeniesione do starego więzienia w miasteczku Komárom nad Dunajem, a potem do czeskiego miasta Tábor, gdzie zostały wyzwolone.
W czerwcu 1943 roku wszystkich uwięzionych mężczyzn, którzy nie skończyli 49 lat przewieziono do miasta Jászberény na prowincji, gdzie nakazano im podjąć służbę wojskową. W grupie tej znalazło się 50 rumuńskich Świadków Jehowy i ponad 100 węgierskich. Całą tę grupę barkami w dół Dunaju wysłano do obozu koncentracyjnego w Borze w Serbii, gdzie znajdowała się jedna z największych w Europie kopalń rud miedzi. W obozie tym mimo ciężkiej pracy i warunków zazwyczaj nie nakazywano Świadkom Jehowy niczego niezgodnego z ich sumieniem. Dwóch Świadków Jehowy zginęło w wypadkach przy pracy, a jeden poważnie zachorował i zmarł. Komendantem obozu był podpułkownik András Balogh, po rozpoczęciu okupacji Węgier przez Niemcy zastąpiony przez profaszystowskiego komendanta Ede Marányiego, który wprowadził ostry reżim na wzór obozów koncentracyjnych. Po jedenastu miesiącach pobytu w obozie, we wrześniu 1944 roku obóz został ewakuowany. W kwietniu 1945 roku, po dotarciu do miasta Szombathely więźniowie zostali wyzwoleni i małymi grupami udali się do domów.
Inni Świadkowie Jehowy trafili do innych obozów i więzień na terenie całych Węgier. Dwie osoby pochodzenia żydowskiego skierowano do obozu koncentracyjnego w Oświęcimiu. Wielu uwięzionych Świadków Jehowy przewieziono do Niemiec. Większość z nich po wojnie wróciła do domów. Wśród osób, które zginęły był Dénes Faluvégi. Pod koniec wojny za odmowę pełnienia służby wojskowej rozstrzelano Bertalana Szabó (1921–1945), Antala Hőnischa (1911–1945) oraz Jánosa Zsondora (1923–1945), których postawę 7 marca 2002 roku upamiętniono tablicą pamiątkową w mieście Körmend na zachodzie Węgier. Z tego samego powodu w miasteczku Sárvár powieszono Lajosa Deliego. W sumie w latach 1940–1945 z powodu odmowy pełnienia służby wojskowej zabito 16 Świadków Jehowy, a 26 straciło życie na skutek brutalnego traktowania. 11 grudnia 2015 roku w Muzeum Holocaustu w Budapeszcie odsłonięto tablicę upamiętniającą czterech Świadków Jehowy – Lajosa Deliego, Antala Hönischa, Bertalana Szabό i Jánosa Zsondo, którzy za odmowę służby wojskowej, zostali straceni w marcu 1944 roku.

### Okres powojenny
Od roku 1942 do końca wojny Świadkowie Jehowy nie mogli prowadzić zorganizowanej działalności ewangelizacyjnej. Pod koniec 1945 roku w działalności kaznodziejskiej uczestniczyło 590 głosicieli. Zaczęto organizować duże zebrania. Wykładu publicznego w Sárospataku wysłuchało ponad 500 osób. W październiku 1946 roku odbyło się w Nyíregyházie krajowe zgromadzenie, z którego skorzystało ponad 600 osób. W tym też roku liczba Świadków Jehowy wyniosła 837 osób. 
W 1947 roku w budapesztańskiej hali sportowej zorganizowano ogólnokrajowy kongres pod hasłem „Rozrost wszystkich narodów”. Dla osób udających się na kongres wynajęto od Węgierskich kolei państwowych specjalny pociąg, oznakowany napisem Zgromadzenie Świadków Jehowy, na który obowiązywała 50-procentowa zniżka cen biletów. W kongresie uczestniczyło około 1200 osób.
W tym samym roku w stolicy zakupiono dom, który stał się siedzibą Biura Oddziału Towarzystwa Strażnica na Węgrzech, które ponownie otwarto 7 lutego 1947 roku.

### Nowa fala represji
W 1950 roku rozpoczęła się nowa fala represji wobec Świadków Jehowy, tym razem ze strony rządów komunistycznych. Świadków Jehowy zaczęto określać mianem „najemników amerykańskiego imperializmu”. W ciągu roku dokonano 302 aresztowań. Wykłady publiczne można było wygłaszać tylko podczas pogrzebów, co w tym roku zdarzyło się 72 razy. Pomimo tych trudności liczba uczestniczących w działalności ewangelizacyjnej w kraju wyniosła 1910 osób. 13 listopada tajni agenci służby bezpieczeństwa wtargnęli do siedziby węgierskiego Biura Oddziału i przeprowadzili rewizję. Aresztowano sługę oddziału, Jánosa Konráda, tłumacza Andrása Barthę, nadzorcę obwodu Jánosa Lakó oraz czterech pracowników biura, a samo biuro zostało zamknięte.
Aresztowanym postawiono zarzut: „Współprzewodzenia organizacji, której działalność godziła w podstawy społeczeństwa i państwa oraz zdradę”. Rozprawa odbyła się 2 lutego 1951 roku. Wyrok został ustalony jeszcze przed rozprawą, sędzia Jónás skazał siedem osób na kary od 5 do 10 lat więzienia. Zostali oni osadzeni w więzieniu w Vácu.
Wiosną 1953 roku niemal każdy pełniący funkcję w zborze był osadzony w więzieniu. Utworzono nowy komitet w skład którego weszło trzech nadzorców obwodu: Zoltán Hubicsák, József Csobán i György Podlovics. W listopadzie 1953 roku członkowie komitetu zostali aresztowani lecz po 10 dniach wypuszczono ich na wolność. Uwolnienie wiązało się ze zmuszeniem przez służbę bezpieczeństwa Józsefa Csobána do współpracy, co wyszło na jaw dużo później. Jednak w komitecie nastąpiła reorganizacja i József Csobán został nadzorcą okręgu, a w komitecie w jego miejsce usługiwał Mihály Paulinyi. Do głównych zadań komitetu należało tłumaczenie artykułów ze „Strażnicy”, które następnie przekazywano nadzorcom obwodów, a oni je powielali i po jednym egzemplarzu dostarczano do zborów.
Artykuły te docierały również do zamkniętych obozów pracy, w tym m.in. do obozu w Tólápa na północy kraju, gdzie znajdowała się kopalnia węgla. W pewnym okresie przymusową pracę wykonywało tam 265 Świadków Jehowy. Latem 1955 roku około 100 więźniów z tego obozu zwolniono na sześć tygodni do domów, po czym kazano im stawić się w Szentendre. Wówczas grupie tej podstępnie obiecano odzyskanie wolności po przepracowaniu 2–3 miesięcy przy budowach dróg i obiektów wojskowych. Gdy podstęp został ujawniony wszyscy więźniowie odrzucili propozycję. Celem wszystkich działań wymierzonych przeciw Świadkom Jehowy było zmuszenie ich do podejmowania służby wojskowej oraz przyłączenie związku wyznaniowego do Związku Wolnych Kościołów. Uwięzionym członkom pierwszego komitetu obiecywano uwolnienie z obozów i zalegalizowanie działalności pod warunkiem odstąpienia od działalności ewangelizacyjnej oraz oficjalne wydawanie „Strażnicy” pod warunkiem udostępnienia dwóch stron czasopisma na propagandę komunistyczną.
W trakcie rewolucji na Węgrzech w 1956 roku uwięzieni Świadkowie Jehowy na krótko odzyskali wolność. W następnych miesiącach władze komunistyczne starały się umieścić w więzieniach wszystkich, którzy znajdowali się w więzieniach w trakcie wybuchu rewolucji. W 1959 roku po 12 latach spędzonych w więzieniach wypuszczono Jánosa Konráda, w marcu 1960 roku Andrása Barthę. Od 1956 roku tłumaczem literatury na język węgierski był Endre Szanyi.

### Poprawa sytuacji Świadków Jehowy
Od lat 70. XX wieku austriackie Biuro Oddziału zaczęło organizować potajemne dostarczanie publikacji biblijnych, organizowanie potajemnych spotkań i umacnianie węgierskich współwyznawców pod względem organizacyjnym. W latach 70 i 80. gdy obowiązywał zakaz zgromadzania się, Świadkowie Jehowy zebrania zborowe organizowali w lasach. Były one przeprowadzane od wiosny do jesieni. Zbory budapeszteńskie urządzały te leśne zgromadzenia na wzgórzach otaczających stolicę. W podobny sposób organizowano większe zgromadzenia. W 1984 roku na jednym z takich zgromadzeń zjawiła się policja. W trakcie rozmowy policjant poradził by Świadkowie Jehowy zgłosili się do władz o zezwolenie na organizowanie zebrań.
23 października 1984 roku członkowie Komitetu Kraju Völgyes i Oravetz spotkali się z urzędnikami Ministerstwa Spraw Wewnętrznych. W wyniku tego spotkania zbory w całym kraju zaczęły składać wnioski o udzielenie zgody na urządzanie zebrań religijnych i nieraz ją uzyskiwały, a od roku 1986 zgromadzenia odbywały się już za wiedzą władz.
Po raz pierwszy na większych zgromadzeniach węgierscy Świadkowie Jehowy byli obecni w roku 1963 na kongresach pod hasłem „Wiecznotrwała dobra nowina” w Austrii. W latach 1978–1988 ograniczona liczba delegatów uczestniczyła w zgromadzeniach okręgowych w Austrii, gdzie program był tłumaczony na język węgierski. W 1986 roku po raz pierwszy odbyło się oficjalne zgromadzenie pod hasłem „Pokój Boży”, zorganizowane za zgodą władz w budapeszteńskim Parku Młodzieży Kamaraerdő. W zgromadzeniu tym uczestniczyło przeszło 4000 osób.

### Prawna rejestracja i rozwój działalności

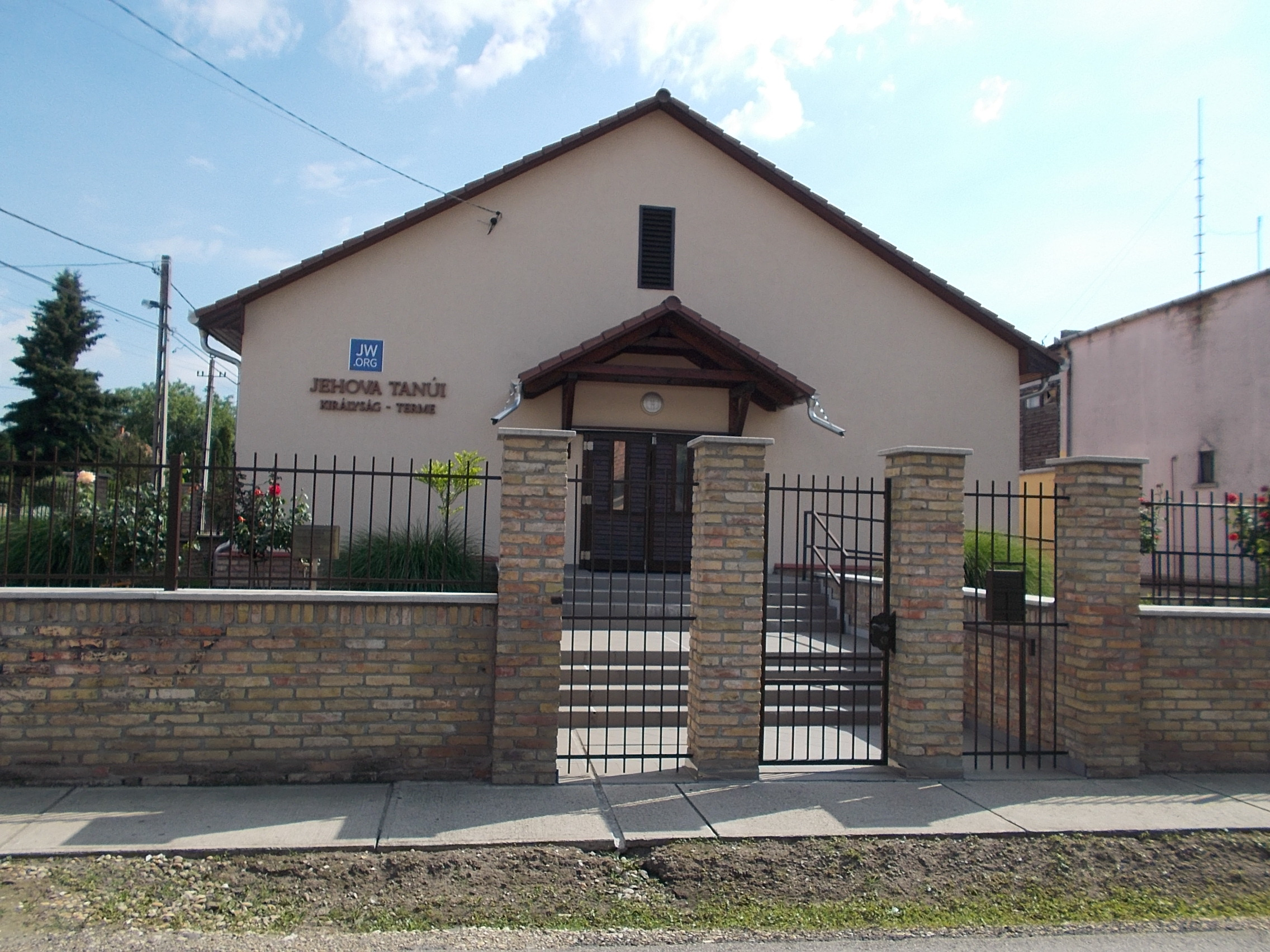
Sala Królestwa w Gyömrő

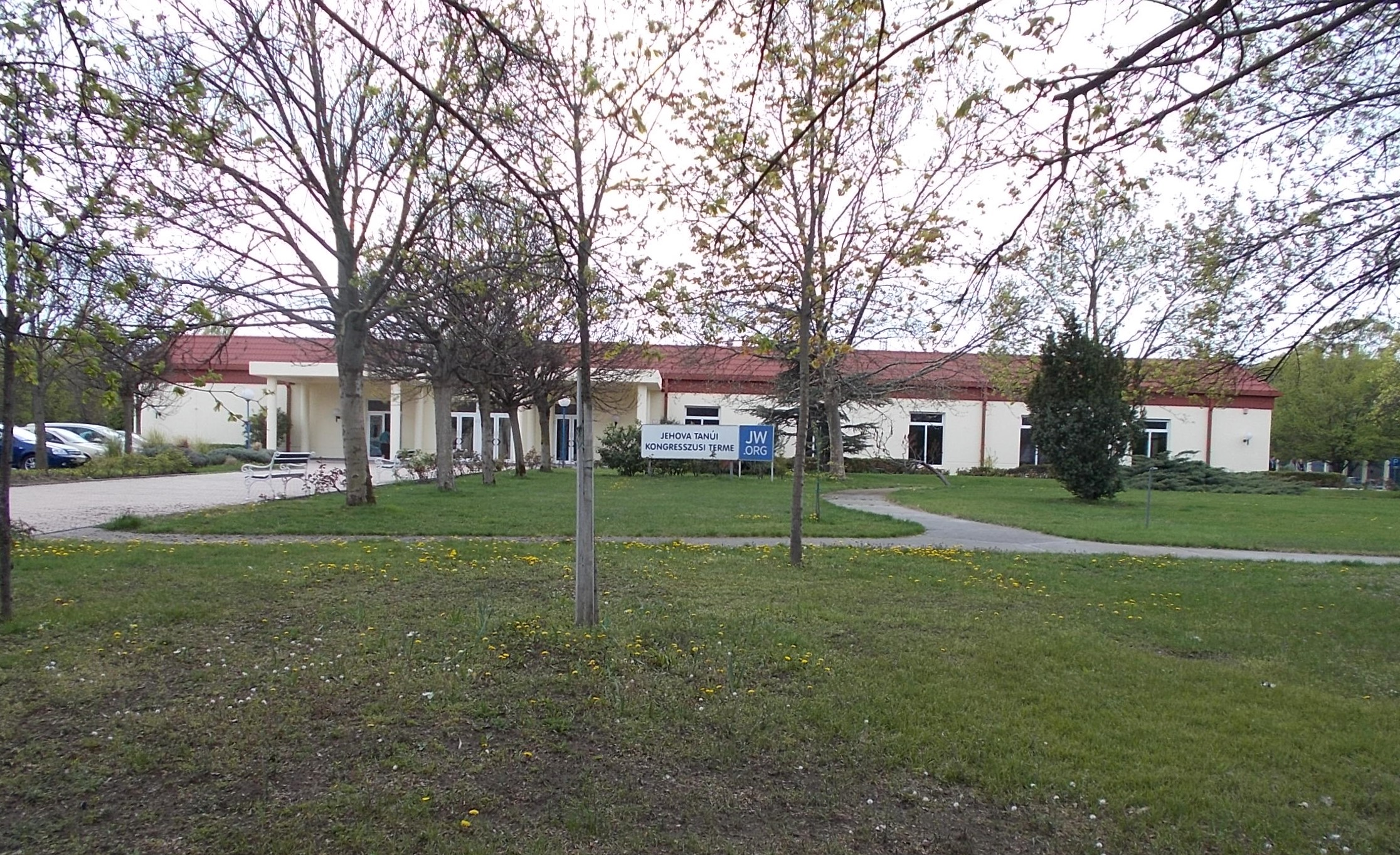
Sala Zgromadzeń w Budapeszcie

W 1987 roku w oficjalnych rozmowach dotyczących rejestracji, Świadków Jehowy reprezentowali Milton G. Henschel i Teodor Jaracz z Ciała Kierowniczego oraz Willi Pohl z Biura Oddziału w Niemczech. 27 czerwca 1989 roku zniesiono zakaz działalności Świadków Jehowy na Węgrzech, a 3 lipca 1990 roku prawnie zarejestrowano Magyarországi Jehova Tanúi Egyház. Byli oni ostatnim związkiem wyznaniowym zarejestrowanym przez Urząd do Spraw Wyznań przed jego zniesieniem. W tym czasie działalność kaznodziejską prowadziło 9626 osób. Po niemal 40 latach zakazu zorganizowano pierwsze zgromadzenia okręgowe. 9073 osoby przybyły do budapeszteńskiej hali sportowej na zgromadzenie okręgowe pod hasłem „Prawdziwa pobożność”. W roku 1990 zorganizowano zgromadzenia okręgowe pod hasłem „Czysta mowa” w Budapeszcie, Debreczynie, Miszkolcu i Peczu. Rok później na budapeszteńskim Népstadionie, największym tego typu obiekcie w kraju, odbył się pierwszy w tym kraju kongres międzynarodowy pod hasłem „Lud miłujący wolność”, na którym w spotkało się 40 601 osób (w tym delegaci z 35 krajów, również współwyznawcy z Polski). W kongresie tym uczestniczyli czterej członkowie Ciała Kierowniczego: John E. Barr, Milton G. Henschel, Teodor Jaracz i Karl F. Klein.
W latach 1956–1978 węgierska „Strażnica” była dostępna jedynie w maszynopisie. Od tego roku do końca roku 1989 była odbijana na powielaczu. Od stycznia 1990 roku zaczęła się ukazywać edycja kolorowa wydawana techniką czterobarwną. Równocześnie zaczęło się ukazywać czasopismo „Przebudźcie się!”.
25 lipca 1991 roku absolwent Kursu Usługiwania László Sárközy wraz z żoną Karen pełniący wcześniej służbę w Kanadzie powrócił do rodzinnego kraju jako pierwszy misjonarz wyszkolony przez Towarzystwo Strażnica. Pięć tygodni później na Węgry przyjechało czterech absolwentów Kursu Usługiwania z Niemiec, a na początku października przybyli pochodzący ze Stanów Zjednoczonych absolwenci Szkoły Gilead, Martin i Bonnie Skokanowie. W roku 1995 grupa ta powiększyła się do 14 osób. Natomiast István Mihálffy po ukończeniu Kursu Usługiwania został skierowany na Ukrainę, gdzie rozpoczął usługiwanie w charakterze nadzorcy obwodu węgierskojęzycznego. W 1994 roku na Kurs Służby Pionierskiej, który w latach 80. odbywał się tylko w okrojonej formie, zaproszono wszystkich pionierów w kraju. Skorzystało z niego 401 osób.
31 lipca 1993 roku oddano do użytku Biuro Oddziału położone na przedmieściach Budapesztu. W uroczystości uczestniczył członek Ciała Kierowniczego Lyman A. Swingle. Rodzina Betel liczyła ponad 40 osób. We wrześniu 1994 roku powołano na Węgrzech Komitet Oddziału podlegający bezpośrednio pod Biuro Główne. W roku 1993 powołano Regionalne Komitety Budowlane, które pomagały zborom w budowach własnych Sal Królestwa. Pierwsza Sala wybudowana metodą szybkościową powstała w miejscowości Érd. Do końca roku 1995 wybudowano 23 Sale, a 70 innych było w budowie (do roku 2023 powstało ich ponad 180). Powołano również Komitety Łączności ze Szpitalami, które w tym czasie działały w Budapeszcie, Debreczynie, Miszkolcu, Szegedzie, Peczu i Tatabanyi.
W 1995 roku działalność kaznodziejską na Węgrzech prowadziło 16 907 głosicieli, należących do 219 zborów i 12 obwodów. W lipcu 1996 roku w Budapeszcie przeprowadzono kongres międzynarodowy pod hasłem „Posłańcy pokoju Bożego”, w miejsce kongresu, który pod wpływem duchownych prawosławnych został odwołany w Bukareszcie w Rumunii. W kongresie uczestniczyły 23 893 osoby, a wśród nich 3341 delegatów z 11 krajów. Program tłumaczono też dla około 100 osób niesłyszących przybyłych na kongres. 510 osób zostało ochrzczonych. Łącznie z dwoma kongresami zorganizowanymi w innych miejscach kraju liczba obecnych wyniosła 36 326 osób. W 1997 roku w stolicy powstała Sala Zgromadzeń mogąca pomieścić 1800 osób.
W 2003 roku zakończono dwuletnie prace przy wznoszeniu nowej siedziby Biura Oddziału w Budapeszcie. W przebudowie dawnych obiektów wojskowych uczestniczyło 13 741 ochotników ze wszystkich 251 zborów. 10 maja na uroczystość otwarcia nowego biura przybyło 554 gości z 22 krajów. Członek Ciała Kierowniczego Guy H. Pierce wygłosił przemówienie pt.: „Jehowa stale daje wzrost”. W Budapeszcie odbył się też kolejny kongres międzynarodowy pod hasłem „Oddajcie chwałę Bogu”. W tym samym roku wydano w języku węgierskim Pismo Święte w Przekładzie Nowego Świata (Chrześcijańskie Pisma Greckie w tym przekładzie wydano w języku węgierskim w roku 2000).
W 2007 roku w kraju działało 22 832 głosicieli, a na uroczystości Pamiątki zebrały się 44 954 osoby. W 2011 roku zanotowano liczbę 23 850 głosicieli. 27 lutego 2012 roku parlament Węgier rozszerzył listę oficjalnych wyznań, umieszczając na niej także Świadków Jehowy. Ten status prawny umożliwił związkowi wyznaniowemu korzystanie z ulg podatkowych, przyjmowanie darowizn oraz udzielanie wsparcia duchowego osobom przebywającym w więzieniach i szpitalach. 27 lutego 2012 roku rząd Węgier ponownie zarejestrował Świadków Jehowy jako oficjalne wyznanie, przyznając im w ten sposób prawo do korzystania z ulg podatkowych oraz udzielania pomocy duchowej osobom przebywającym w więzieniach i szpitalach.
12 kwietnia 2013 roku w budapeszteńskim Muzeum Holocaustu odbyła się wystawa „Pamięć prześladowanych mniejszości” na której przedstawiono obrazy Lajosa Gerencsera, Świadka Jehowy, który przeżył Holocaust. W czerwcu 2013 roku na prośbę węgierskiego Ministerstwa Zasobów Ludzkich ponad 900 Świadków Jehowy z 72 zborów wzięło udział w umacnianiu brzegów rzecznych wzdłuż Dunaju.
W sierpniu 2017 roku delegacja Świadków Jehowy z Węgier uczestniczyła w kongresie specjalnym pod hasłem „Nie poddawaj się!” w rumuńskim mieście Kluż-Napoka. 25 listopada 2017 roku w Sali Zgromadzeń w Budapeszcie członek Ciała Kierowniczego Mark Sanderson ogłosił wydanie w języku węgierskim zrewidowanej edycji „Pisma Świętego w Przekładzie Nowego Świata”. Z transmisji programu skorzystało ponad 33 000 węgierskojęzycznych Świadków Jehowy zgromadzonych w Salach Królestwach na Węgrzech, w Rumunii, na Słowacji i na Ukrainie. W latach 2003–2017 wydrukowano 402 069 egzemplarzy „Pisma Świętego w Przekładzie Nowego Świata” w języku węgierskim.
W lipcu 2018 roku w ukraińskim Lwowie odbył się kongres specjalny pod hasłem „Bądź odważny!” z udziałem delegacji z Węgier, a w 2019 roku w kongresach międzynarodowych pod hasłem „Miłość nigdy nie zawodzi!” w Johannesburgu, Madrycie i Warszawie.
Od 24 lutego 2022 roku rozpoczęto organizowanie pomocy dla Świadków Jehowy z Ukrainy, uchodźców – ofiar inwazji Rosji.
5–7 lipca 2024 roku na Groupama Aréna i MVM Dome w Budapeszcie odbył się kongres specjalny pod hasłem „Głośmy dobrą nowinę!” z udziałem zagranicznych delegacji z Albanii, Bułgarii, Chorwacji, Finlandii, Gruzji, Japonii, Polski, Rumunii, Serbii, Słowenii, Stanach Zjednoczonych i Turcji. Liczba obecnych wyniosła 24 793 osób. W 2024 roku delegacje z Węgier brały udział w kongresach specjalnych pod hasłem „Głośmy dobrą nowinę!” w Chile i Czechach.
Zebrania zborowe odbywają się w językach: węgierskim, węgierskim migowym, angielskim, chińskim, hiszpańskim, romani (w dialekcie używanym przez Lowarów), niemieckim, wietnamskim, rosyjskim, rumuńskim i ukraińskim. W 2023 roku na Węgrzech było 179 Sal Królestwa. 
Węgierskie Biuro Oddziału nadzoruje tłumaczenie literatury biblijnej na język węgierski i romani oraz na węgierski język migowy. Wspiera również zbory węgierskojęzyczne na Słowacji i na Ukrainie.